# Ludwika Jędrzejewicz
Ludwika Jędrzejewicz, à l'origine Ludwika Chopin, née le 6 avril 1807 et morte le 29 octobre 1855 à Varsovie, est une autrice polonaise d'origine française. Sœur aînée de Frédéric Chopin, elle a joué un rôle important dans la vie du compositeur.

## Biographie
Ludwika est la fille de Nicolas Chopin et de Justyna Krzyżanowska. Elle naît peu avant l'instauration du duché de Varsovie, sur les territoires annexés par la Prusse depuis le troisième partage de la Pologne en 1795, qui formeront en 1815 le royaume de Pologne dévolu au tsar Alexandre Ier.
Dès son enfance elle montra un talent pour la musique et la littérature. Elle étudia la musique avec Wojciech Żywny, également professeur de Frédéric.
Ludwika enseigna à son frère le piano et la composition. Une partie du génie musical de Frédéric Chopin est peut-être redevable à son influence. En 1825, Frédéric écrira à son ami et camarade d'école Jan Białobłocki: « Ludwika a composé une mazurka parfaite, une mazurka sur laquelle Varsovie n'a encore jamais dansé. »
En 1832, elle épousa un juriste, Joseph Kalasanty Jędrzejewicz, de cette union naîtront quatre enfants : Henryk (1833-1899), Ludwika Magdalena (1835-1890), Fryderyk (né en 1840), Antoni (né en 1843).

### Les voyages en France (1844 et 1849)
Ludwika et Frédéric, malgré l'éloignement, car Frédéric n'est plus revenu en Pologne après 1830, restèrent proches toute leur vie. Elle vint à deux reprises en France : la première fois en 1844, avec son mari ; ils séjourneront à Paris et à Nohant, domicile rural de George Sand ; la seconde fois en 1849, à la demande expresse de Chopin mourant. Elle arriva à Paris le 8 août 1849 avec sa fille et son mari, mais celui-ci repartira peu après, tandis que Ludwika et sa fille restèrent jusqu'au début du mois de janvier 1850. Ludwika fut présente à la mort de son frère, le 17 octobre 1849. Elle s'occupa ensuite d'un certain nombre de formalités, en particulier la vente aux enchères de ses biens. De Paris, elle emporta le cœur de Chopin dans une urne qu'elle cacha lors du passage de la frontière entre la Prusse et la Pologne. L'urne sera ensuite placée dans la crypte de l'église Sainte-Croix de Varsovie.
Après le second voyage de Ludwika à Paris, son mariage commença à se détériorer. Son mari l’accusant de privilégier sa famille d'origine avant tout le reste, leurs relations seront tendues pendant les années précédant la mort de Jędrzejewicz en 1853. Cela poussa Ludwika à lui écrire une longue lettre, dite « Confession de Ludwika », donnant des détails sur leur vie et sur celle de Frédéric.
Ludwika mourra lors d'une épidémie de peste dans sa maison de Varsovie.

## Frédéric Chopin et les enfants de Ludwika
Ludwika Magdalena, devenue Madame Ciechomska, publia un témoignage sur son séjour à Paris en 1849 (Courrier de Varsovie, 1882).
Antoni fut proche du biographe de Chopin, Ferdinand Hoesick, qui retranscrivit son témoignage. En 1878, il obtint des autorités que le cœur de son oncle soit déplacé de la crypte à la nef de l'église Sainte-Croix.
Henryk quitta la Pologne pour la France ; il fit apposer la plaque qui marque le lieu de la mort de Chopin, au 12 place Vendôme ; un de ses descendants, Jacques Jedrzejewicz, est mort sur le front en octobre 1918.

## Œuvres
Ludwika a écrit plusieurs ouvrages qui ont été publiés : 
- Ludwik i Emilka (Louis et la petite Émilie), 1828 (sans doute en collaboration avec sa sœur Emilia)
- Pan Wojciech, czyli wzór pracy i oszczędności (Monsieur Woyciech ou un modèle de travail et d’économie), 1836 (réédité à quatre reprises jusqu'en 1864)
- Żywot św. Weroniki (Vie de sainte Véronique), 1841, traduction de l’italien
- Wiadomości krótkie z nauk przyrodzonych i niektóre najważniejsze wynalazki (Connaissances abrégées des sciences naturelles et quelques-unes des plus importantes inventions), Varsovie, 1848